# 黑歌百灵
黑歌百灵（学名：Pinarocorys nigricans），是百灵科的一种，是全面迁徙的候鸟，分布于纳米比亚、安哥拉、南非、斯威士兰、马拉维、坦桑尼亚、津巴布韦、赞比亚、刚果民主共和国、博茨瓦纳和莫桑比克。全球活动范围约为3,880,000平方千米。该物种的保护状况被评为无危。
黑歌百灵的平均体重约为38.1克。栖息地包括干燥的稀树草原和亚热带或热带的（低地）干草原。